# 강민규 (배우)
강민규(1988년 12월 7일 ~ )는 대한민국의 배우이다.

## 학력
- 장기초등학교 졸업
- 대진대학교 연극영화학과 학사 졸업

## 출연작

### TV드라마
- 1994년 SBS 주말극장 《사랑의 향기》
- 1996년 MBC 청춘시트콤 《남자 셋 여자 셋》 ... 엄마 여읜 하숙집 동네 갑부집 아들 역으로 아역 출연
- 1996년 KBS2 주말연속극 《첫사랑》
- 1996년 KBS2 일일연속극 《오늘은 남동풍》
- 1996년 MBC 월화드라마 《일곱개의 숟가락》
- 1997년 SBS 월화드라마 《여자》
- 1997년 MBC 아침드라마 《사랑과 이별》 ... 김동천 역
- 1998년 MBC 수목드라마 《육남매》 ... 개천 역
- 1998년 MBC 수목드라마 《대왕의 길》
- 1998년 MBC 주간 코미디 드라마 《여자 대 여자》
- 1998년 KBS2 월화드라마 《킬리만자로의 표범》
- 1998년 KBS2 아침드라마 《바람처럼 파도처럼》
- 1998년 KBS2 단막극 《일요베스트 - 암호명 뻐꾹뻐꾹》
- 1998년 MBC 월화드라마 《애드버킷》
- 2000년 KBS1 대하드라마 《태조 왕건》 ... 어린 혜종 역
- 2000년 SBS 월화드라마 《도둑의 딸》
- 2001년 SBS 일일드라마 《소문난 여자》
- 2002년 KBS1 일일연속극 《당신 옆이 좋아》 ... 어린 이상원 역
- 2002년 KBS2 단막극 《드라마시티 - 동하의 시절》
- 2002년 KBS2 특별기획드라마 《태양인 이제마》 ... 어린 장상욱 역
- 2004년 MBC 특별기획드라마 《영웅시대》 ... 어린 천태일 역(김철기 아역)

### 공연
- 2013년 《Station 2 & 1/2》
- 2016년 《12인의 성난 사람들》
- 2016년 《온오프 ONOFF》
- 2016년 《사물의 안타까움성》
- 2016년 《베니스의 상인》
- 2016년 《［녹색극장］낭만유랑단 〈Love me tender, Kill me true.》
- 2017년 《실례합니다, 죽어주시겠습니까?》
- 2017년 《보이체크 WOYZECK》
- 2017년 《스테이션》
- 2018년 《군인은 축음기를 어떻게 수리하는가》
- 2019년 《차세대열전 2018! <폰팔이>》
- 2019년 《연출의 판-작업진행중》
- 2019년 《뜻대로 하세요 & 좋은 하루》 ... 탓치스턴 & 성균역
- 2020년 《가조쿠》 ... 고바야시 다이고역

### 광고
- 삐콤씨
- 웅진고칼슘 오렌지 100
- 동서식품 포스트
- 포트리스 윙카
- 후시딘
- 푸르넷

## 방송
- 《이것이 인생이다》
- 《뽀뽀뽀》
- 《동화나라 꿈동산》